# Ліма (річка)
Лі́ма (порт. Lima, МФА: [ˈɫi.mɐ]), або Лі́мія (ісп. Limia) — річка на заході Піренейського півострова, в Іспанії та Португалії. Довжина — 108 км (з них 41 км в Іспанії, 67 км в Португалії ). Площа басейну — 2370 км². Бере початок на горі Таларіньо (975 м) в іспанській провініції Оренсе, в Галісії. Протікає на захід, з Галісії до Португалії (Понте-да-Барка, Понте-де-Ліма). Впадає в Атлантичний океан в районі міста Віана-ду-Каштелу. Притоки — Веш, Каштру-Лаборейру. Латинська назва — Ліме́я (лат. Limaea).

## Історія
Стародавні римляни асоціювали річку з пекельною Летою. Під час походу римлян під проводом Юнія Брута в 138 році до н.е. вояки відмовилися перетинати Ліму, боячись втратити пам'ять. Коли ж Брут першим перейшов річку, військо рушило за ним.

## Каскад ГЕС
- Верхньо-Ліндозька гідроелектростанція
- Ліндозька гідроелектростанція